# Лакони
Ла̀кони (на италиански и на сардински: Laconi) е малко градче и община в Южна Италия, провинция Ористано, автономен регион и остров Сардиния. Разположено е на 555 m надморска височина. Населението на общината е 2044 души (към 2010 г.).
До 2004 г. общината е част от провинция Нуоро.